# К-450
К-450 (заводской номер — 312) — советский ракетный подводный крейсер стратегического назначения, корабль проекта 667Б «Мурена».

## История
Зачисление подводной лодки К-450 проекта 667Б «Мурена» в списки кораблей ВМФ произошло 5 февраля 1971 года. 30 июля того же года корабль был заложен на стапеле цеха № 50 на «Севмашпредприятии» в г. Северодвинске как крейсерская атомная подводная лодка с баллистическими ракетами. 15 апреля 1973 года состоялся вывод из цеха и успешный спуск на воду. 29 декабря 1973 года на корабле поднят военно-морской флаг. 2 февраля 1974 года зачислена в состав 41-й ДиПЛ 3-й ФлПЛ Краснознаменного Северного флота с базированием на Ягельная губы Сайда. В мае переведена в 41-й ДиПЛ 11-й ФлПЛ и передислоцирована в Островной (Гремиха).
В 1983-1984 годах проходил ремонт на предприятии «Звёздочка».
Выведен из состава ВМФ в 30 марта 1993 года.